# Gekko siamensis
Gekko siamensis är en ödleart som beskrevs av  Wolfgang Grossmann och ULBER 1990. Gekko siamensis ingår i släktet Gekko och familjen geckoödlor. Inga underarter finns listade i Catalogue of Life.